# 大正十一年式轻机枪
大正十一式輕機槍（日语：十一年式軽機関銃）是日本帝國陸軍在1920年代戰間期開始配發的輕機槍，亦稱「11年式輕機槍」，在1922年（大正十一年）定型成為制式裝備而得名。因其槍托為便於貼腮瞄準而向右彎曲，故在中國俗稱「歪把子」機槍。

## 設計

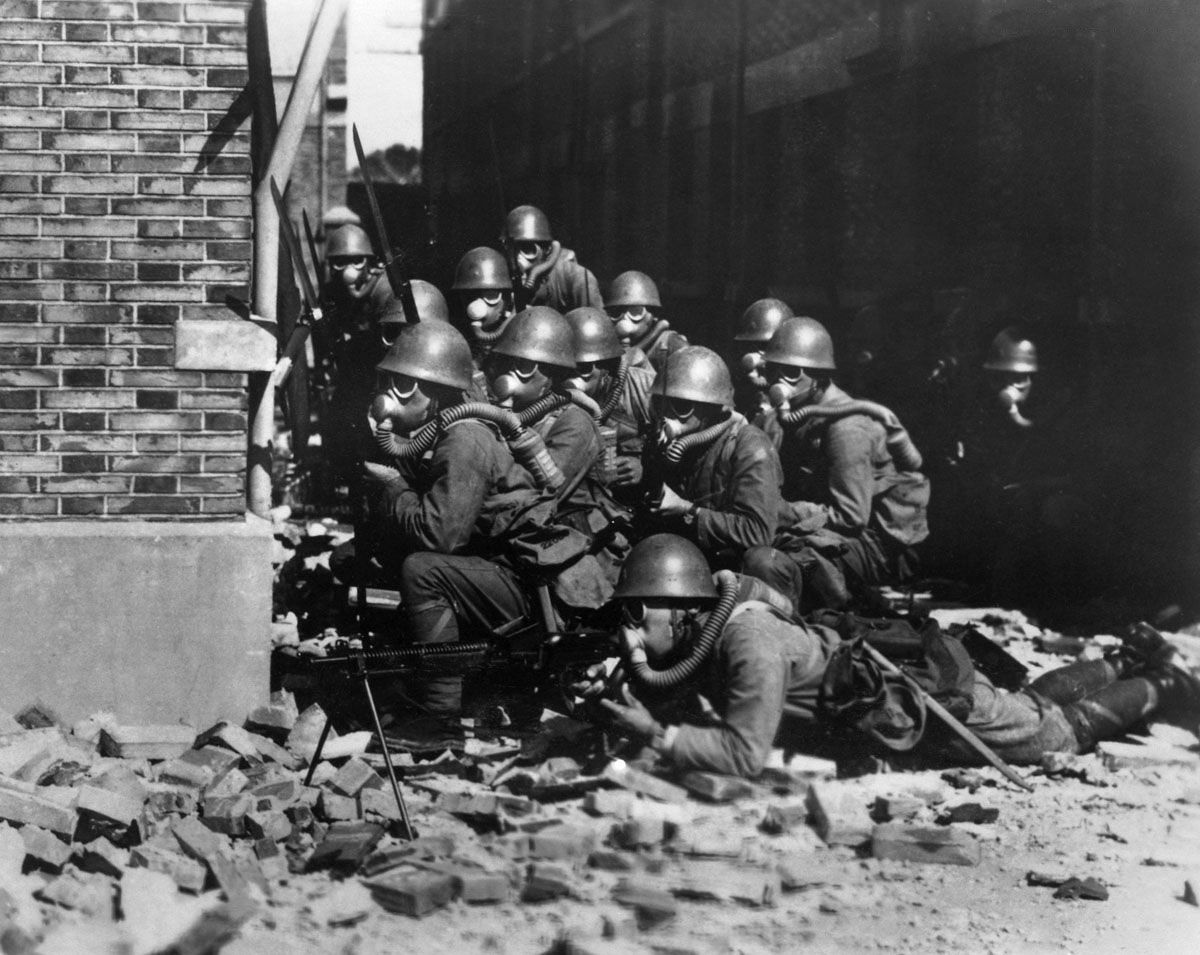
1937年進入上海的日軍裝備的大正十一式輕機槍。

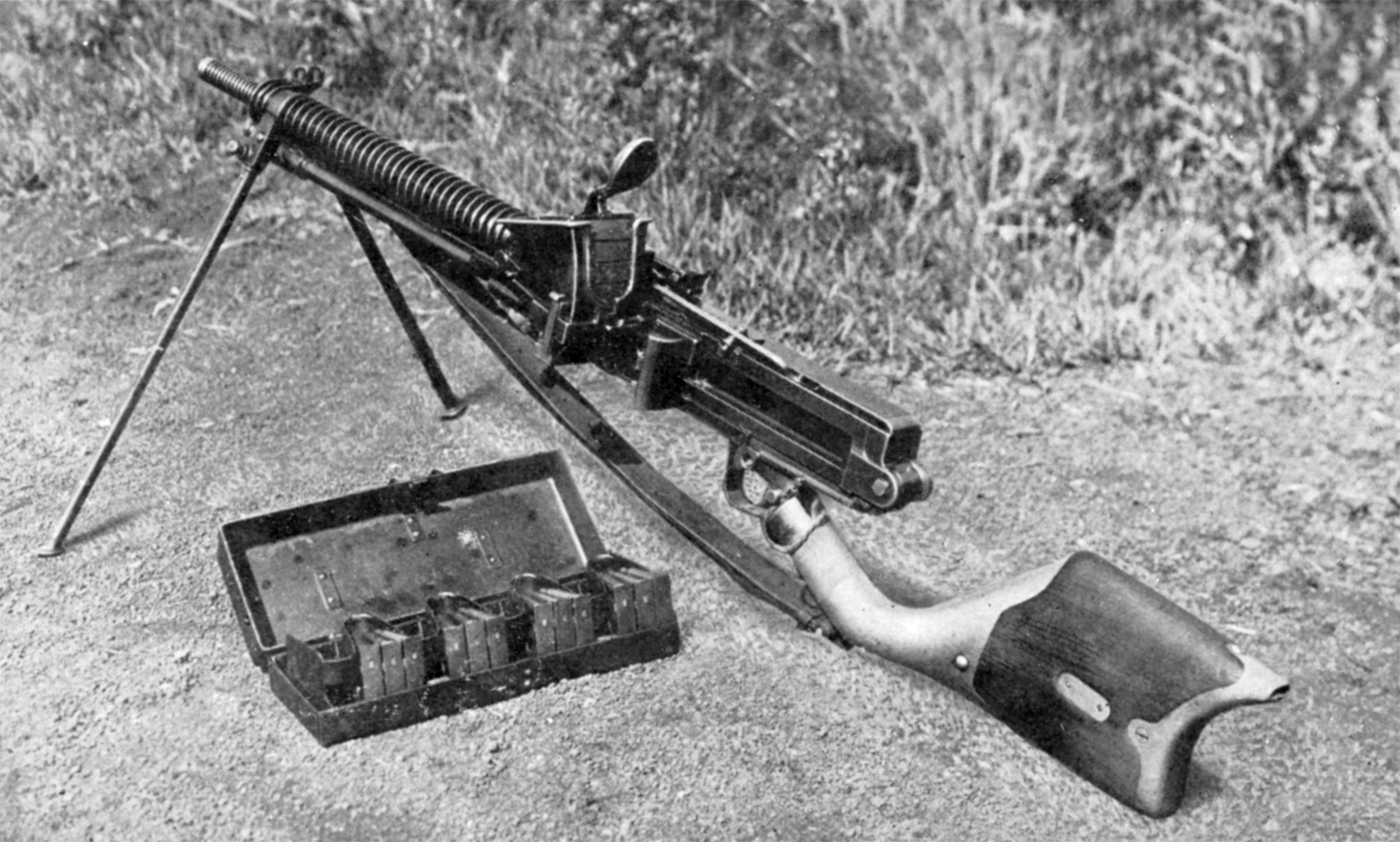
大正十一式轻机枪及彈夾。

在日俄战争，日軍以慘重的代價理解機關槍對步兵的威脅，尤以在攻擊前進與衝鋒時製造的殺傷圈足以封鎖當時所有步兵戰術；日本很快地便引進自製機槍，雖然日軍希望有一種機槍可以伴隨步兵前進支援火力，但1910年代以前的機槍體積仍無法單人攜行。從1908年起，日軍便長期投入開發手持機槍，主要槍機結構則效仿霍奇克斯機關槍設計；1908年時嘗試讓三八式重機槍小型化、1915-1916試圖將三年式重機槍輕量化，成品稱輕量型機槍（重11公斤）、1918年，日本開發出等同三年式重機槍的原型輕機槍、1919年以前年的研究成果繼續精進輕量化成8公斤的槍枝、1920年，設計使用旋轉彈艙的甲號輕機槍、1921年，十一年式的原型乙號輕機槍誕生，經過南部麒次郎繼續改良後，成品於1922年通過驗收開始量產。
大正十一年式輕機槍採用氣動式設計，槍管上有螺紋狀散熱片，使用與三八式步槍相同的6.5×50毫米步槍子彈以及標準5發彈夾，使用雙腳架。由于枪口没有设计卡榫，大正十一式轻机枪并不能插上日军常用的三十年式刺刀作為近戰銳器運用，产生这种错觉的原因是把大正十一式与日军同期装备的九六式轻机枪与九九式轻机枪混淆了。
十一年式輕機槍最為獨特的特徵是使用彈斗供彈原理，在1920年代各國機槍主流進彈設計不外乎彈夾、彈帶、彈鏈、保彈板等單獨供彈方式，十一年式機槍為了和步槍共用供彈後勤規格設計了稱為「壓彈機」（装填架）的彈斗。在手動槍機步槍時代，步槍彈艙是利用彈夾條固定子彈；十一年式的開放式彈斗可以容納6個三八式步槍配備的5發裝彈夾條（30發），彈斗上方的蓋子向下施加壓力使最底層彈夾打完後彈夾條自壓彈機底部排除，疊在上面彈夾會因重力下降進入輸彈位置。彈斗底部的推彈裝置將彈夾中的槍彈推向給彈口推彈入膛，依次反覆。因為使用彈斗設計，步兵只要攜帶一種規格的子彈就可以在兩種槍枝上互通，日軍當時設計的著眼點主要在此，類似的架構在義大利Fiat–Revelli Modello 1914機槍上已首先使用。
機槍上配有油壺，子彈需要經過油刷給彈殼涂潤滑油否則容易造成退殼不暢（在东南亚地区高温高湿的条件退殼更不暢，甚至涂潤滑油也无济于事）。理論上只要不斷向彈斗中裝填彈夾即可持續射擊，但是由於彈藥裝填繁瑣，實際射速不能達到理論中的每分鐘500發。在實戰中亦存在槍管過熱（槍管固定，不能更換）、人机工程恶劣、对气象环境变化敏感、結構複雜易出故障，枪托歪使得射击时会偏向等缺点。它的最大優點是精度高，90米上射出的30發子彈的八成都集中在30公厘邊長的範圍內。

### 机载枪
该枪也被改成7.7毫米口径后供飞机安装为固定或枪架机枪使用，共有两或三种不同的机枪被称为八九式机枪，十一式的改型就是其中一种。一种改型方案是双联后用于放在枪架上向后射击，它们有更大的四方形弹仓。还有一种改型是固定安装向机头方向的用弹盘供弹的单联机枪，目前尚不清楚后一种是叫八九式，十一式还是另起了型号。

## 实战

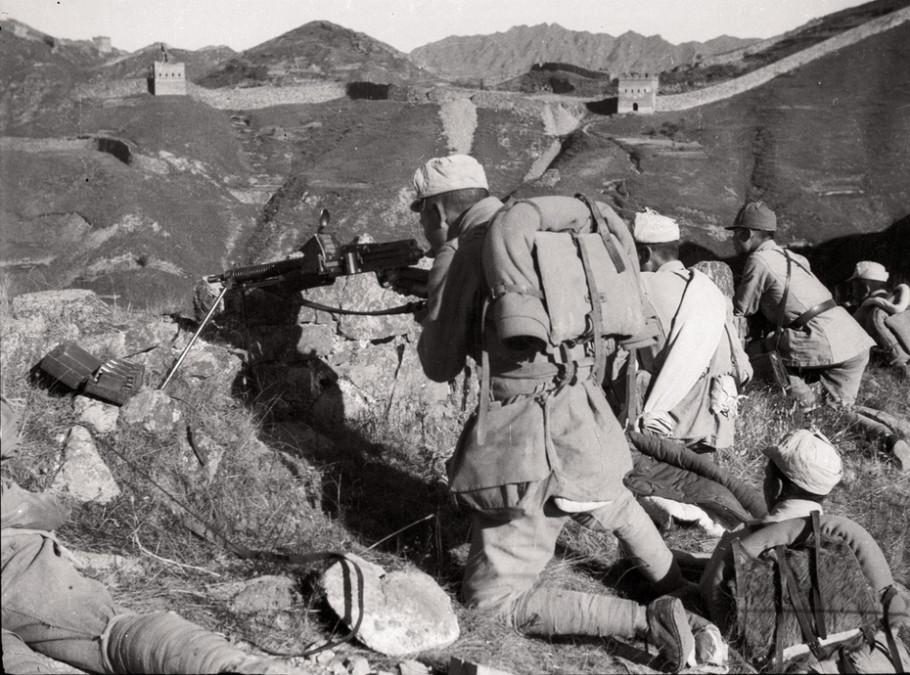
太原會戰中使用十一式輕機槍向日軍開火射擊的中國八路軍士兵

十一年式輕機槍在使用中暴露出的問題不能適應作戰需要，之後以昭和十一年（1936年）定型的九六式輕機槍替代。但是由於日本持續擴軍的原因因此十一式輕機槍並未就此退役，而是轉用於各擴編師團以及各地偽軍；除了日本以及其附庸政權以外，中華民國的奉天軍械廠以及山西兵工廠由於抗戰前的親日立場因此也自行仿制十一年式輕機槍配備部隊，抗日戰爭期間，侵華日軍裝備的十一式輕機槍也曾被各地敵後游擊隊繳獲大量使用（例如:八路軍和新四軍），但正規軍早已繳解回庫，只有在1945年決號作戰動員時才從軍火庫內供應給動員單位操作。
日軍的操作經驗中，對排除十一年式輕機槍的故障已經是寫入步兵操典內從連長到射手都要熟習的重大問題。壓彈機為開放式結構，無法隔絕沙塵污物入侵槍機，原廠雖然聲稱讓子彈塗油可以改善槍機順暢，但是潤滑油本身也是容易沾黏沙塵的介質，結果是更多雜質干擾槍機運作。同時，槍機因生產工藝問題無法完整負荷6.5公厘步槍彈的膛壓，如果使用反倒會使射擊不順，日本陸軍為此製造6.5公厘減裝彈，補給時還會在彈藥盒外打上G的印記（「減装(Gensou)」）特別註記避免混用。且壓彈機並沒有阻止彈藥跳脫的安全設計，在機槍射手作戰時，一旦裝滿彈藥的橋夾飛出觸發底火，極其容易誤殺友軍；因此機槍排排長在下令射擊姿勢和前進時，需特別確定作戰環境狀態。
因為十一年式輕機槍具有太多問題，從軍校、測考單位、實戰單位從未給過十一年式輕機槍正面評價，而是在教範中多度修訂戰術要領及故障排除的各種問題；當1931年日軍對下一代輕機槍進行概念探討時，直接決定以彈夾進彈排除其它選項，顯而易見這把機槍為日軍基層帶來的麻煩遠大過槍械工程師的巧思。

## 使用國家
- 中華民國：軍閥割據時期自日本進口及第二次中日戰爭期間自日軍繳獲。
  - 國民革命軍
  - 中華民國國軍（使用至1950年代退役）
- 中华人民共和国
  - 中國人民解放軍（八月風暴行動後自投降的日本關東軍收繳，使用至1950年代退役）
- 印度尼西亞：自投降日軍收繳。
- 大日本帝国
  - 日本軍（使用至1945年投降被解取武裝）
- 朝鮮民主主義人民共和國：自投降日軍收繳。
  - 朝鮮人民軍（韓戰期間使用）
- 大韓民國：自投降日軍收繳。
  - 大韓民國國軍（韓戰期間使用）
- 滿洲國：由日本供應。
  - 滿洲國軍
- 菲律賓：自投降日軍收繳。

## 軼事
- 在霧社事件交戰過程中，日方曾被起事者擄獲槍身編號1418及4801的大正十一式輕機槍兩挺。[4]

## 流行文化

### 電子遊戲
- 2018年—《戰地風雲5》
- 2022年—《應徵入伍》